# Richard Howe, 4. vikomt Howe
Richard Howe, 1. hrabě Howe, 4. vikomt Howe (Richard Howe, 1st Earl Howe, 4th Viscount Howe, 4th Baron Howe of Glenawly, 1st Baron Howe of Langar, 6th Baronet Howe of Compton) (8. března 1726, Londýn, Anglie – 5. srpna 1799, Londýn, Anglie) byl britský admirál a úspěšný námořní vojevůdce válek 18. století v Evropě a v koloniích. Pocházel ze šlechtické rodiny, po matce byl spřízněn s hannoverskou dynastií a vzdáleným bratrancem britského krále Jiřího III. Za zásluhy byl v roce 1782 povýšen na hraběte, v letech 1783–1788 byl britským ministrem námořnictva (první lord admirality). V závěru kariéry dosáhl nejvyšší možné hodnosti velkoadmirála (Admiral of the Fleet), 1796) a obdržel Podvazkový řád (1797). Jeho mladší bratr William Howe byl generálem a za války proti USA vrchním velitelem v severní Americe.

## Kariéra

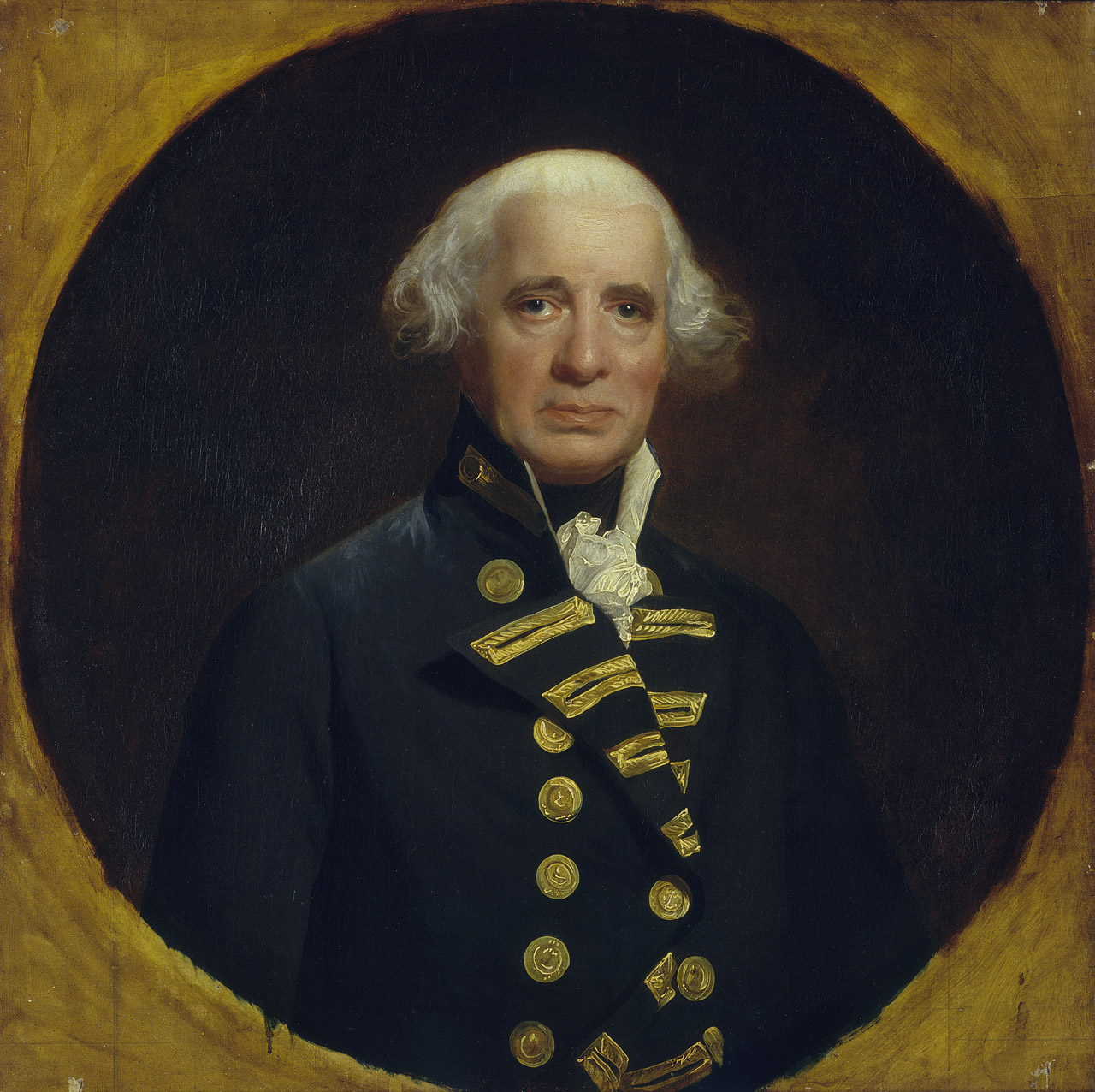
Admirál hrabě Richard Howe (John Singleton Copley, 1794, National Maritime Museum, Greenwich)

Pocházel ze šlechtické rodiny, která se během 17. a 18. století uplatnila ve státních službách a od roku 1701 užívala titul vikomta (platný pouze pro Irsko). Narodil se v Londýně jako druhorozený syn plukovníka Emanuela Howe, 2. vikomta Howe (1700–1735), který zemřel jako guvernér na Barbadosu. Matka Marie Sophie hraběnka von Kielmansegg (1703–1782) pocházela z nemanželského potomstva hannoverského kurfiřta Arnošta Augusta a byla neteří britského krále Jiřího I. Richard Howe studoval v Etonu a Westminsteru a v roce 1739 vstoupil do Royal Navy. Zúčastnil se zeměpisné plavby admirála Ansona, ale po ztroskotání lodi u Mysu Dobré naděje se vrátil do Anglie. Během války o rakouské dědictví sloužil v Karibiku pod velením admirála Charlese Knowlese, v roce 1745 dosáhl hodnosti poručíka. Ještě v roce 1745 byl povýšen na komandéra a již v roce 1746 byl povýšen na kapitána a poté sloužil ve Středomoří a u břehů západní Afriky.
V roce 1758 po starším bratrovi zdědil titul vikomta, který ale platil pouze pro Irsko, takže mohl být poslancem Dolní sněmovny (1757–1782, v parlamentu po celou dobu zastupoval přístav Dartmouth). Za sedmileté války vynikl v Kanadě, v roce 1758 byl povýšen na komodora a zúčastnil se bitvy u Quiberonu. Po skončení sedmileté války byl lordem admirality (1763–1765) a poté byl členem vlády jako prezident úřadu námořního pokladu (Navy Treasurer, 1765–1770), od roku 1765 byl též členem Tajné rady. Zároveň postupoval v hodnostech u námořnictva (kontradmirál 1770, viceadmirál 1775). Zúčastnil se války proti USA, i když sám byl stoupencem mírového řešení (osobně se znal s Benjaminem Franklinem). Z moře pak nicméně podporoval aktivity pozemní armády svého bratra Williama, nakonec po střetnutí s Francií rezignoval na velení a v roce 1778 se vrátil do Anglie. Na půdě parlamentu pak musel obhajovat svou i bratrovu činnost v severní Americe.
Po návratu ze severní Ameriky se vyznamenal ve Středomoří ve válce s Francií, v roce 1782 byl povýšen na admirála a zároveň získal titul vikomta s platností pro celou Británii, takže z Dolní sněmovny přešel do Sněmovny lordů. V lednu 1783 byl jmenován ministrem námořnictva v Shelburnově kabinetu, s celou vládou ale musel odstoupit již v dubnu téhož roku (ve funkci se střídal s admirálem Keppelem). Po nástupu Williama Pitta mladšího byl do úřadu znovu povolán a prvním lordem admirality zůstal do roku 1788. Po zrušení úřadu pro obchod a kolonie byl v letech 1784–1786 též členem výboru Tajné rady pro obchod a kolonie. V roce 1788 byl povýšen na hraběte, funkci prvního lorda admirality po jeho rezignaci získal premiérův starší bratr lord Chatham.
Za války s Francií převzal velení v Lamanšském průlivu (1794) a přes pokročilý věk prokázal mimořádné taktické schopnosti, které inspirovaly námořní velitele následujících generací (bitva Slavného 1. června). V letech 1795–1799 zastával post prvního námořního lorda, v roce 1796 dosáhl hodnosti velkoadmirála (Admiral of the Fleet) a v roce 1797 získal Podvazkový řád

## Rodina

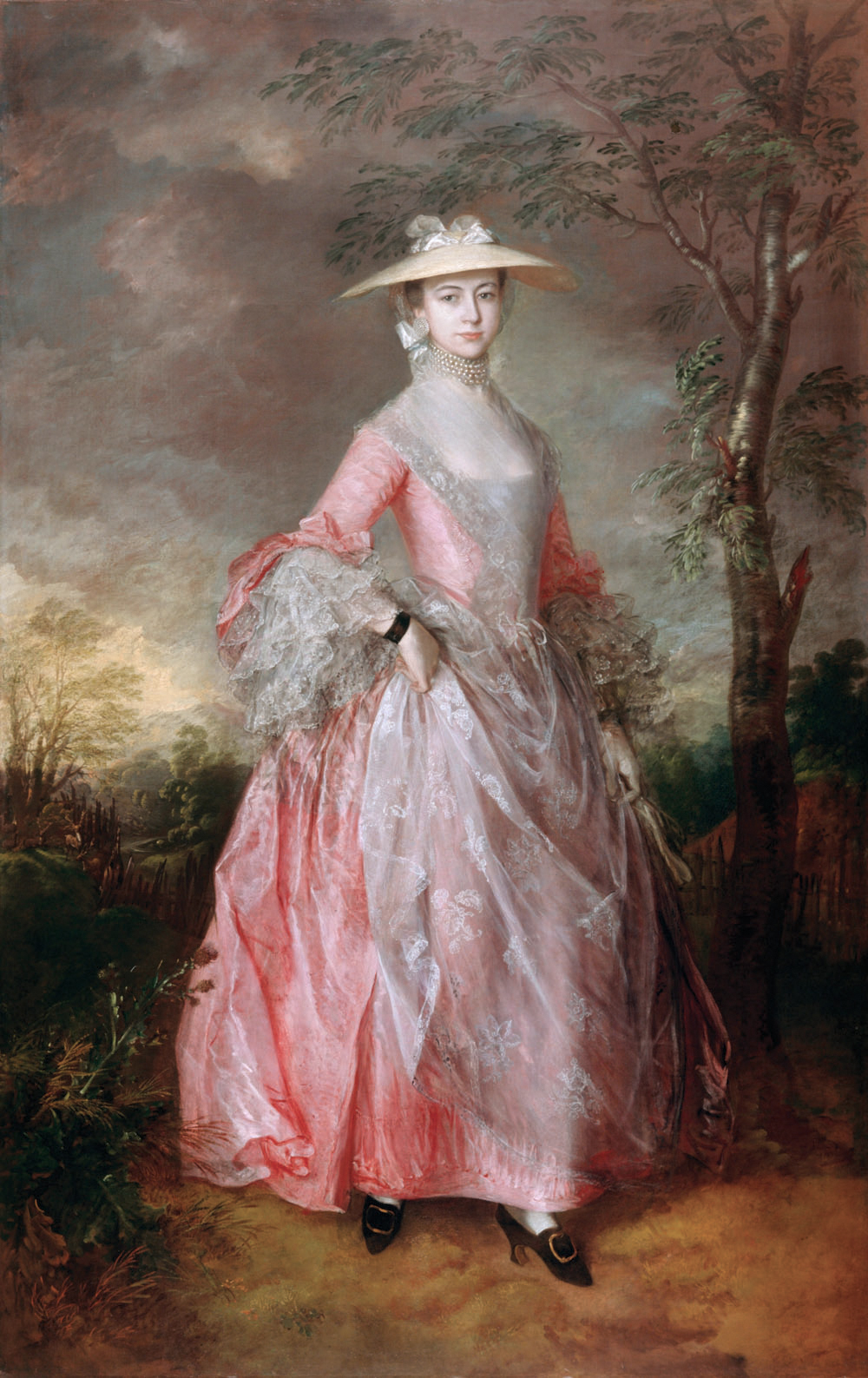
Mary, hraběnka Howe, rozená Hartopp, manželka admirála Richarda Howe (Thomas Gainsborough, 1764)

V roce 1758 se oženil s Mary Hartopp (1732–1800), dcerou armádního důstojníka a statkáře Chivertona Hartoppa. Měli spolu tři dcery, nejmladší z nich Louisa Catherine (1767–1817) se poprvé provdala za bohatého irského šlechtice 1. markýze ze Sligo, jejím druhým manželem se pak stal významný právník lord Stowell. Nejstarší Richardova dcera Sophia (1762–1835) byla dědičkou baronského titulu Howe a provdala se za poslance Penna Curzona. Jejich syn Richard William užíval alianční příjmení Curzon-Howe a v roce 1821 získal obnovený titul hraběte Howe. Současným představitelem rodu je Frederick Curzon, 7. hrabě Howe (*1951), který zastával funkce v konzervativních vládách a od roku 2015 je místopředsedou Sněmovny lordů.
Richardův starší bratr George Augustus Howe, 3. vikomt Howe (1724–1758), dosáhl v armádě hodnosti brigádního generála a padl ze sedmileté války v Kanadě. Další bratr Thomas Howe (1728–1771) byl krátce poslancem Dolní sněmovny. Nejmladší bratr William Howe, 5. vikomt Howe (1729–1814), byl generálem, v letech 1775–1778 vrchním velitelem v severní Americe a po Richardovi dědicem titulu vikomta. Jejich sestra Mary Howe (1734–1819) byla manželkou generála Williama Pitta z významné rodiny Pittů.